# Abegondo
Abegondo là một đô thị của Tây Ban Nha ở tỉnh A Coruña, một cộng đồng tự trị Galicia. Đô thị này có diện tích 83,72 km²(32,32 mi²), dân số 5732 (ước 2004) và mật độ dân số 68,47 người/km² (177,35 người/mi²). Đô thị này cách La Coruña 23 km, cách Madrid 547 km. Mã số bưu chíh là 15318.
| 1900  | 1930  | 1950  | 1981     | 2004     | 7.376    | 8.238    |
| ----- | ----- | ----- | -------- | -------- | -------- | -------- |
| 8,202 | 6,274 | 5,732 | {{{12}}} | {{{13}}} | {{{14}}} | {{{15}}} |

43°13′B 8°17′T / 43,217°B 8,283°T